# Saint-Martin-l'Astier
Saint-Martin-l'Astier é uma comuna francesa na região administrativa da Nova Aquitânia, no departamento Dordonha. Estende-se por uma área de 9,5 km². Em 2010 a comuna tinha 139 habitantes (densidade: 14,6 hab./km²).